# Kościół Matki Bożej Szkaplerznej w Studzienicznej
Kościół Matki Bożej Szkaplerznej w Studzienicznej – kościół położony w Studzienicznej (administracyjna część Augustowa).
Pierwszy drewniany kościół powstał w Studzienicznej w 1786 r. w związku z rozwijającym się na wyspie Jeziora Studzienicznego kultem obrazu Matki Bożej Częstochowskiej. Kamień węgielny pod budowę obecnego – również drewnianego – kościoła położono 16 kwietnia 1847 r., zaś wyświęcono go w tym samym roku na uroczystość św. Anny (25 lipca). Świątynia miała 23 m długości, 11 m szerokości i 7 m wysokości. W środku znajdowały się 3 ołtarze: główny – św. Anny i boczne – św. Jana Nepomucena i św. Tekli. W 1872 zakupiono obraz przedstawiający św. Annę, Matkę Boską i Dzieciątko Jezus. Ołtarze zostały odrestaurowane w 1882, zaś w 1905 – przebudowane. Zakupiono też sześciogłosowe organy. W roku 1873 kościół stał się siedzibą nowo powstałej parafii Matki Bożej Szkaplerznej.
Kościół wchodzi w skład sanktuarium Matki Bożej Studzieniczańskiej oraz zabytkowego zespołu sakralnego. W jego najbliższym sąsiedztwie stoi drewniana dzwonnica. Niedaleko znajduje się też kaplica Najświętszej Marii Panny oraz cmentarz parafialny.

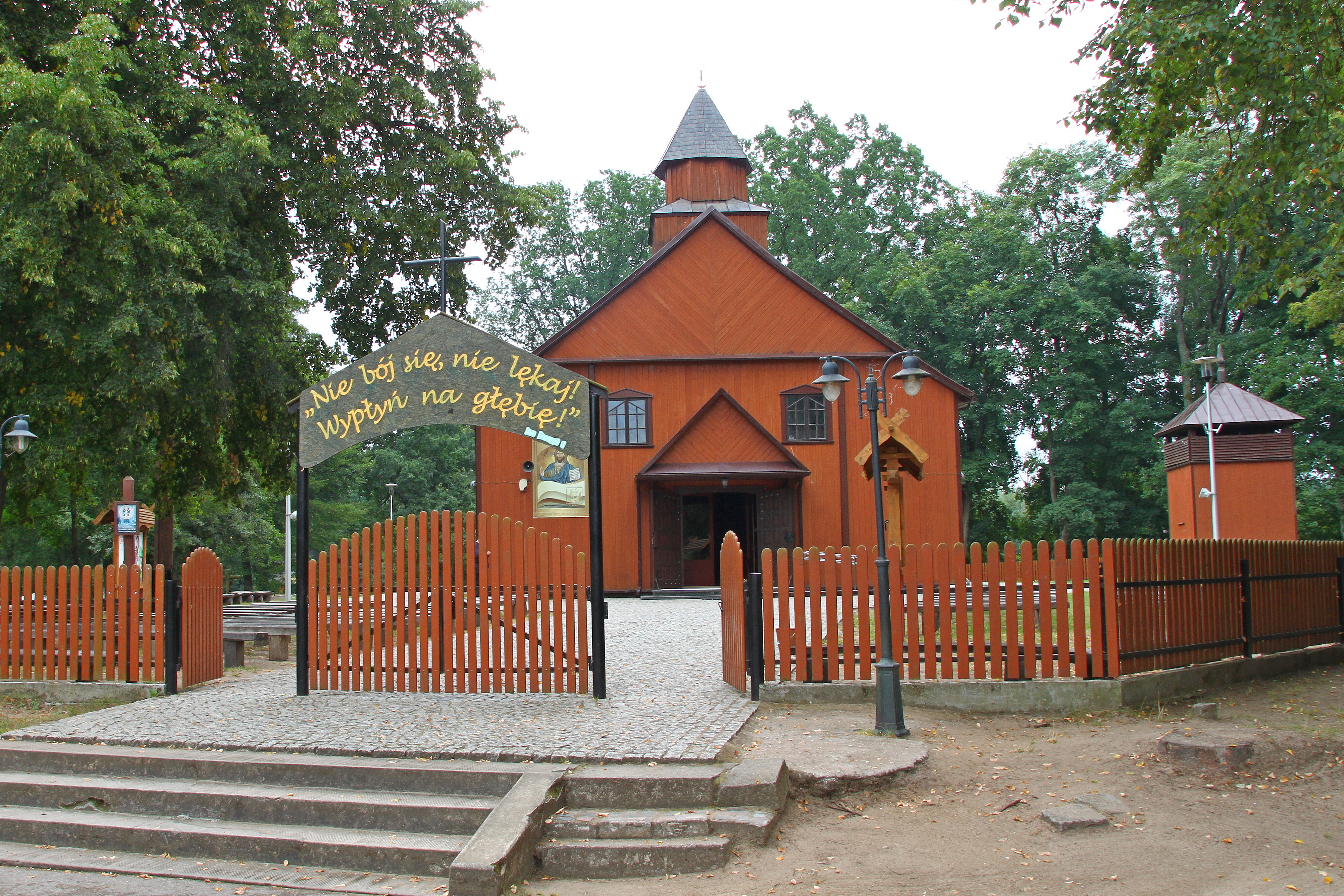
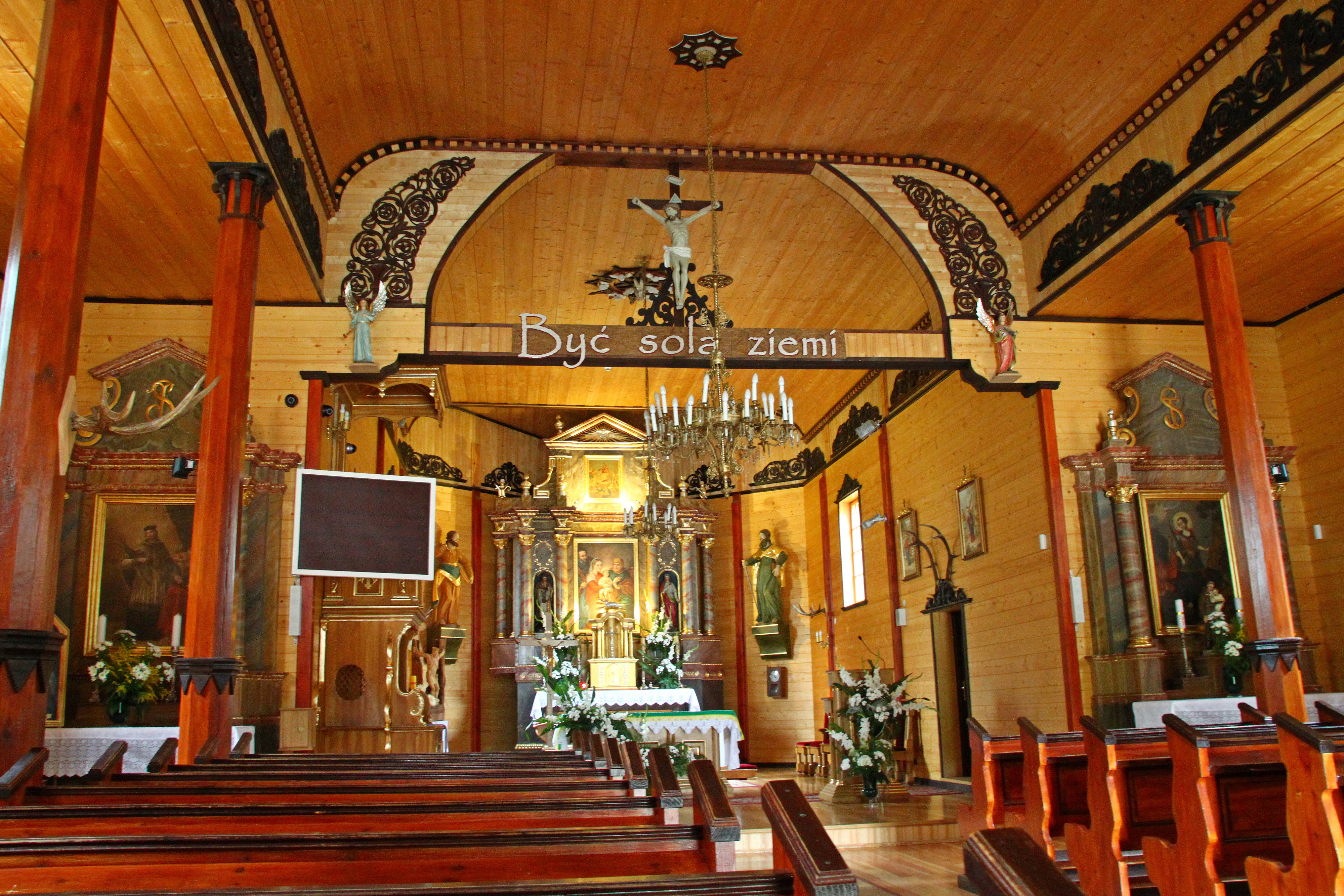
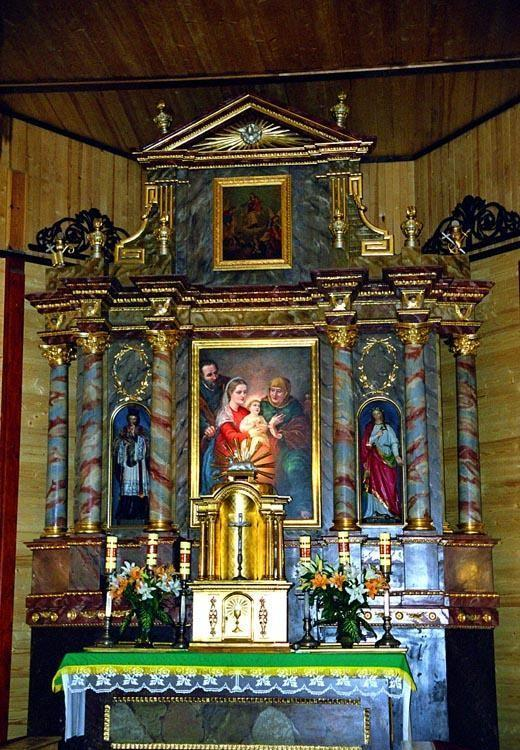